# JB Hi-Fi
JB Hi-Fi ist eine Unterhaltungselektronik-Kette, die in Australien und Neuseeland verkauft. Sie wurde 1974 von John Barbuto gegründet und hat nach eigenen Aussagen im Jahr 2016 vier Milliarden australische Dollar Umsatz gemacht.
| Bundesstaat                  | Anzahl der Filialen |
| ---------------------------- | ------------------- |
| New South Wales              | 53                  |
| Victoria                     | 51                  |
| Queensland                   | 35                  |
| Western Australia            | 21                  |
| South Australia              | 9                   |
| Australian Capital Territory | 5                   |
| Tasmanien                    | 3                   |
| Northern Territory           | 2                   |

2016 hatte JB Hi-Fi in Australien 169 und in Neuseeland 15 Filialen.

## Geschichte
Das Unternehmen wurde 1974 von John Barbuto gegründet. Die erste Filiale stand in Keilor East im Bundesstaat Victoria. Das Geschäft wurde 1983 verkauft und 1999 wurden neun neue Filialen eröffnet.

## Name
Der Name JB Hi-Fi setzt sich aus Hi-Fi, lang High Fidelity, und den Initialen des Gründers, John Barbuto, zusammen.